# Vallo di Nera
Vallo di Nera är en ort och kommun i provinsen Perugia i regionen Umbrien i Italien. Kommunen hade 353 invånare (2018).